# Catch the Blues
Catch the Blues ist ein Softrock-Song des britischen Rockmusikers Eric Clapton und wurde 2016 von Polydor Records veröffentlicht.

## Veröffentlichung und Musik
Die Single wurde am 16. Mai 2016 nach Can’t Let You Do It und Stones in My Passway als dritte Single des Albums I Still Do ausgekoppelt. Der Titel war gleichzeitig auf Musikstreamingplattformen wie MySpace, Spotify und Rhapsody verfügbar, jedoch auch als digitaler Musikdownload bei Amazon zur Verfügung gestellt.
Das Stück besteht aus einem Intro in der Tonart Fis-Moll und wird von einer Strophe in der gleichen Tonart gefolgt. Der vorgezogene, verkürzte Refrain wurde von Clapton in der Tonart H-Moll komponiert. Es folgt eine weitere Strophe, die danach mit einem Pre-Chorus umschlossen wird. Der eigentliche Refrain steht in der Tonart C-Dur. Es folgen Strophe, Pre-Chorus und Refrain, bis das Stück mit einem Outro in der Ausgangstonart Fis-Moll endet.

## Kritikerstimmen
Der Journalist Dietmar Schwenger von dem Magazin MusikWoche findet, dass das „Latin-Feeling durchsetzten Akustikstück [andere Titel des Albums] angenehm kontrastiert“. Kritiker Max Fellmann von der Süddeutschen Zeitung meint, dass der Brite das Gitarrenspiel während des Stückes mit einem Wah-Wah-Effektgerät vollendet und „die leise Gitarre exakt wie sein verstorbener Freund“ J. J. Cale spiele. „Aber der arg dezente Salsa-Groove und der Schubidu-Chor“ seien langweilig: „So etwas lassen auch Hoteldirektoren mit Faible für Beige (und Eames Chairs) im Hotelfoyer laufen“. Allmusic-Kritiker Stephen Thomas Erlewine bezeichnet den Titel zusammen mit dem Clapton-Original Spiral als „handgemachte Songs, die den Rest des Albums komplettieren […]“. Kritiker Will Hermes vom Rolling Stone lobte den Gesang und die Leichtlebigkeit Claptons im Lied. Jon M. Gilbertson vom Milwaukee Journal Sentinel lobte ebenfalls die sanfte Atmosphäre des Liedes und wählte das Stück zum besten Stück des Albums  I Still Do.